# Simbolistica culorii
Simbolistica culorilor rămâne una dintre puterile universului cromatic. Încă din timpuri străvechi, obiectele au primit din partea oamenilor asocieri cromatice, iar la rândul lor culorile au primit asocieri ale universului uman. Momentele zilei, punctele cardinale, sau zeitățile sunt unele dintre elementele care aveau câte o culoare bine asociată.
Cele șapte culori ale curcubeului au drept corespondent cele șapte note muzicale, cele șapte ceruri, cele șapte planete, cele șapte zile ale săptămânii, etc. Semnificația simbolică a culorilor conține elemente universal-umane, dar și trăsături diferențiatoare, conotații de ordin cultural-religios. Puterea de simbolizare a culorilor cuprinde o arie foarte largă, întrucât culorile pot fi asociate, în diferite părți ale lumii, elementelor primordiale, dimensiunii spațio-temporale.
Simbolistica culorii poate fi studiată cel mai ușor folosind un dicționar de simboluri. Doi dintre autorii care s-au oprit asupra simbolismului în general, și asupra culorilor în particular sunt Jean Chevalier și Hans Biedermann. În continuarea lucrării vor fi structurate caracteristice făcute de aceștia în dicționarele de simboluri pe care le-au tipărit. (Chevalier, 1969; Biedermann, 1998).

## Roșu
Este culoarea cel mai des amintită de persoanele supuse unui experiment în timpul căruia li se cerea să  aprecieze culoarea preferată.
Sub forma oxidului de fier, această culoare a însoțit în drumul său omenirea încă din epocile preistorice și a fost întotdeauna folosită în arta rupestră a epocii fierului. Omul de Neandertal presăra pe trupul celor îngropați acest colorant pentru a le reda „culoarea caldă” a sângelui și a vieții. În general , roșul este considerat agresiv, vital și dătător de putere, înrudit cu focul și simbolizează atât iubirea cât și lupta pe viață și pe moarte. Asupra tempermentelor introvertit-melancolice are o acțiune iritantă și de respingere.
În simbolistica propriu-zisă are varii semnificații. În Egiptul antic, numai în „coroana roșie” a deltei (Nilului Egiptului de Jos) avea o semnificație pozitivă, însă în rest roșul era asociat cu șarpele-dușman Apepși cu zeul-dușman Suteh În papirusuri aceste nume apar scrise cu cerneală roșie; animalele colorate în roșu (de pildă câinii) erau detestate, întrucât această culoare era asociată întotdeauna cu actul de violență. În arta precolumbiană roșul era rareori utilizat, de pildă pentru a reprezenta sângele, soarele și focul, iar sub formă întreruptă, pentru a reprezenta pielea. La mayași el reprezintă estul, iar la popoarele din regiunea superioară a vechiului Mexic reprezintă sudul; la fel și la chinezi, unde în timpul dinastiei Chou (1050-256 î. Hr.) roșul (ho) era culoarea sacră, dătătoare de viață, ea anticipând steagurile roșii ale Chinei comuniste. Roșul era și culoarea împărăției zeilor fericirii. Combinația roșu-verde, considerată în Europa dură și agresivă, în China simbolizează longevitatea, de pildă în cazul ciorapilor verzi și fustelor roșii din veșmântul tinerelor fete sau în cazul lămpilor roșii și a vinului verde de la hanuri. „Față roșie” erau numiți bărbații epuizați de dragostea conjugală, a căror moarte timpurie se spune că era iminentă.
În arta tradițională creștină, roșul era culoarea sângelui jertfei lui Hristos și al martirilor, a iubirii arzătoare (de pildă în veșmântul lui Ioan, ucenicul favorit a lui Iisus) și a flăcărilor de Rusalii ale Sfântului Duh. „Roșul cardinal” ar trebui să semnifice că purtătorii acestei culori erau pregătiți pentru moartea prin jertfă pentru biserică. Însă și femeile desfrânate erau înveșmântate în roșu, iar idolii popoarelor păgâne erau deseori vopsiți și fardați în roșu. În Apocalipsa Sfântului Ioan” desfrânata cea mare, Babilonul, era „înveșmântată cu purpură și stacojiu” și călăre pe un monstru cu șapte capete, o „fiară de culoare stacojie plină de nume de hulă”. Pornind de aici, roșul a devenit culoarea infernului și a diavolului, precum și a animalelor” presupus” subordonate acestui tărâm, cum ar fi vulpea și veverița. Culoarea are o semnificație pozitivă ca expresie a iubirii biruitoare și in scenele creației și ale învierii lui Hristos. La veșmintele de liturghie, roșul iese în evidență la sărbătoarea mucenicilor, a Sfântului Duh și a Păresimilor.
În simbolistica populară, roșul este culoarea iubirii (asociată de pildă, florilor și îndeosebi trandafirilor), dar și a vieții (astăzi roșu, „mâine mort”) și a furiei („a vedea roșu înaintea ochilor”). Lumina roșie a felinarelor localurilor de noapte simbolizează petrecerile intime și prostituția, iar ca semn de circulație are semnificația strictă de oprire și pericol pentru viață. La luptele cu tauri, culoarea roșie are menirea de a irita animalele sortite morții și de a le face agresive, chiar dacă nu există certitudinea că animalul are capacitatea de a vedea la fel ca omul (el este mai curând iritat de mișcarea „muletei” decât de culoarea roșie). 
În alchimie roșul alcătuiește împreună cu albul, un sistem dual și simbolizează principiul material sulf, adică ceea ce arde. Această polaritate ar trebui corelată cu doctrina antică despre procreere, potrivit căreia noua viață apare acolo unde sângele (sângele menstrual) se unește cu sperma albă, aceste două culori fiind în general asociate simbolisticii creației.
În francmasonerie roșul este caracteristic sistemului gradelor înalte din „ritul scoțian”, în opoziție cu gradele „albastre” (Ucenic, Companion și Maestru). În psihologia abisală (potrivit lui E Aeppli,), de pildă în vise, roșul exprimă ceva legat de funcția afectivă. „Acolo unde licărește roșul, sufletul este gata de acțiune, începe cucerirea, încep suferințele, apare sacrificiul, dar apar și apăsările; este vorba, în principal, de o relație sentimentală”.

## Galben
În simbolistica antică chineză este culoarea loess-ului (pământ) și de aceea era simbolul „Centrului”. Deseori culoarea aurului era numită „galben” iar zeii erau înfățișați având pielea de culoare galbenă. Goethe, în teoria sa despre culori, numea galbenul „o culoare veselă, vie și cu efect liniștitor; însă ea aluneca lesne intr-o culoare neplăcută, prin cele mai ușoare combinații ea depreciindu-se, devenind urâtă și bătând în gri”. În general este tolerată numai o nuanță ușoară de roșu, pentru a-l „încălzi”. Galbenul strident este asociat, în simbolistica populară a culorilor, cu invidia și gelozia („galben de invidie”); această interpretare se datorează corelării cu „fierea galbenă”, care este atribuită, potrivit teoriei antice răspândite până în epoca modernă, temperamentului coleric. Deseori galbenul este interpretat ca fiind culoarea Soarelui. Prin natura sa duală este „culoare intuiției atât de ușor de derutat, a suspiciunii, a presimțirii, în care se află totuși o forță solară de un gen aparte, care pătrunde și iluminează” (Aeppli).
Galbenul auriu cu o ușoară nuanță roșcată este cel mai adesea atributul dragostei de cunoaștere; galbenul pal este caracteristic agresivității pline de viclenie, astfel fiind înfățișate veșmintele lui Iuda. În plus, în evul mediu evreii purtau veșminte galbene. În concepția cosmogonică a triburilor maya, galbenul era asociat sudului. În simbolistica alchimică a culorilor, galbenul (citrinitas) indică o treaptă a transformării materiei în „piatra filosofală” care trece de la culoarea în negru la culoarea în roșu.

## Verde
Sub aspect simbolic are, ca majoritatea culorilor, două valențe, cuprinse între „verde ca mușchiul”, cu valoare pozitivă și „verde ca veninul”. În simbolistica populară verdele înseamnă speranță, iar visele în care verdele joacă un rol sunt interpretate pozitiv în China, și nu numai:” Acolo unde verdele răsare, acolo este pur și simplu natură, acolo este dezvoltarea naturală...trăirea  primăverii”. Când, de pildă, diavolul apare ca «Cel verde», atunci el a rămas în veșmintele unui zeu antic al vegetației. În schimb, există și un aspect negativ: ”Apariția excesivă a verdelui în vise semnifică o revărsare a forțelor negative ale naturii (Aeppli). Simbolistica creștină percepe această culoare ca fiind „la distanță egală de albastrul cerului și de roșul iadului... o culoare de mijloc și intermediară, liniștitoare, înviorătoare, umană, culoarea contemplației, a reculegerii și a așteptării Învierii” (Heinz-Mohr). Crucea lui Iisus Hristos, ca simbol al speranței de mântuire, a fost adesea reprezentată ca fiind de culoare verde, Sfântul Graal era verde ca smaraldul, iar tronul judecătoriei de Apoi era din jasp verde (Apocalipsa Sf. Ioan, 4:3). 
Culoarea verde a avut parte de o apreciere deosebită în cărțile Sfintei Hildegard von Bingen (1098-1179) care a scris mereu despre „viriditas” (crudități, forța germinativă). Despre smarald, datorită culorii sale, ea a făcut următoarea apreciere: „el apare în zori de zi, la răsăritul soarelui. Verdele pământului și al ierbii este cel mai proaspăt, căci aerul este încă răcoros, iar soarele este deja cald și plantele absorb cu lăcomie verdele, așa cum mielul suge laptele. Arșița zilei abia ajunge pentru a coace și a hrăni acest verde... De aceea smaraldul este un leac puternic împotriva tuturor durerilor și bolilor omului, căci soarele îl zămislește, iar materia sa descinde din verdele aerului”. - În limbaj popular, verdele poate însemna și „necopt”, de pildă atunci când este vorba de un „puști mucos” sau de un 2tânăr adolescent”. „Partea verde” a corpului este partea inimii, deci cea a vieții care pulsează. ”Lumina verde” înseamnă „cale liberă”.
Ca simbol cromatic politic verdele desemnează curentele alternative în doctrina cărora viața trăită natural și renunțarea la supratehnicizare joacă un rol central. În islam verdele este culoarea profeților.
În simbolistica chineză a culorilor verdele și albul formează o pereche antagonică, în sensul unui sistem dual care corespunde antitezei polare roșu și alb din simbolistica alchimică apuseană. Dragonul verde din alchimia chineză simbolizează principiul primordial Yin, mercurul și apa, în timp ce tigrul alb simbolizează principiul Yang, plumbul și focul. În alchimia europeană, dragonul verde sau leul simbolizează un solvent acid, de pildă apa regală (Aqua regia), iar semnul său este un triunghi „feminin” îndreptat cu vârful în jos legat de un R. Ca urmare a lipsei de unitate care se manifestă în simbolistica imaginilor, în anumite surse dragonul verde poate reprezenta, ca și în China, elementul mercur.

## Albastru
Este culoarea considerată cel mai adesea simbolul a tot ce este legat de spiritualitate. Spre deosebire de roșu, el dă impresia de rece și îi predispune pe cei mai mulți oameni la meditație. Specialiștii în psihologie abisală îl asociază cu „relaxarea spirituală, cu un mod de viață liniștit, ușor și cumpănit”. Este culoarea Cerului, asociată în Egiptul antic cu Zeul Cerului, Ammon. G Heinz-Mohr numește albastrul culoarea cea mai adâncă și cea mai imaterială, transparența vidului care va veni: în aer, în apă, în cristal și în diamant. De aceea albastrul este culoarea bolții cerești. Zeus și Yahweh își așază picioarele pe azur”. Amuletele de culoare albastră au darul de a anihila „privirile rele”. Mantia zeului scandinav Odhinn este albastră precum  a Fecioarei Maria, care, poetic, este considerată „Crinul albastru”. În mitologia vedică Vișnu reîncarnat în Krișna era vopsit în albastru. Învățătorul Iisus este și el reprezentat  în veșminte albastre. „Albastrul, simbolul adevărului și al veșniciei lui dumnezeu (căci ceea ce este adevărat este veșnic) va rămâne întotdeauna simbolul nemuririi omenești” (P Portal). 
China antică avea față de albastru o atitudine contradictorie. În arta tradițională ființele cu chipul albastru erau demonii și strigoii sau zeul literaturii K̀uihsing, care, într-o zi s-a sinucis fiindcă i-a fost rănit orgoliul. Inițial nu a existat nici un cuvânt chinezesc pentru albastru, „ch ̀ing” desemnând toate nuanțele cromatice de la gri închis, bleu, până la verde, dar și drumul învățatului care se dedică studiului la lumina lămpii. „Lan”, cuvântul actual care definește culoarea albastră înseamnă, de fapt indigo, culoarea hainelor modeste de lucru. Florile, ochii, panglicile și dungile de culoare albastră sunt considerate urâte și aducătoare de nenorociri, în timp ce în Europa ”floarea albastră a romantismului” sugerează ideile spirituale înaripate.
În China elementul lemn era asociat Orientului și culorii albastre. În vechiul Mexic, în scrierile ilustrate, peruzeaua și apa erau redate în verde-albăstrui deschis, însă în simbolistica punctelor cardinale, el nu există.
În simbolistica populară central-europeană albastrul este considerat culoarea loialității, dar și a lucrurilor misterioase (basmul Lumina albastră), a mistificării și a incertitudinii. 
În simbolistica politică albastrul era asociat liberalilor (respectiv național-liberalilor). „Zidăria albastră”, sistemul tradițional al francmasoneriei, este ierarhia fundamentală a „celor trei grade”.
În arta preistorică, precum și în cea a popoarelor care nu cunoșteau scrisul, albastrul era rar folosit, întrucât erau greu de găsit materiile prime pentru obținerea lui.

## Violet
Culoarea violetelor, obținută prin combinarea albastrului cu roșul; ea simbolizează tradițional spiritualitatea asociată cu sângele jertfei. În limbajul liturgic uzual ea este asociată cu penitența, cu pocăința și cu reculegerea. Cele două culori de bază din care este alcătuită , în proporții egale, simbolizează uniunea dintre înțelepciune și iubire; în vechile imagini ce redau patimile Mântuitorului, acesta poartă o mantie violetă. Violetul este totodată culoarea folosită în biserică în perioada  de reculegere din postul Crăciunului. 
O altă nuanță, dar cu tentă mai spre roșu, este purpuriul mantiilor împăraților antici și veșmintele de gală a celor bogați, obținut din secreția corpului a două specii de melci marini și extrem de costisitor, de aceea stofele purpurii erau un prețios simbol al stării sociale. În antichitate și în evul mediu seva lichenului colorat (Roccela tinctoria sau Orcina turnesol) era extrasă pentru a obține un „înlocuitor de purpură”, el fiind cules în primul rând de pe țărmurile Insulelor Canare (Insulele Fericiților). 

## Alb
Poate fi înțeles, fie ca „nici o culoare”, fie ca uniunea deplină a tuturor culorilor spectrului luminii, ca simbol al inocenței neinfluențate și netulburate a Paradisului primordial sau ca scop final al omului purificat în care este restabilită această stare. Veșmintele albe sau necolorate în general sunt, în numeroase culturi, veșmintele preoților. Ele simbolizând puritatea și adevărul. Creștinii nou-botezați purtau veșminte albe și tot așa sunt reprezentate sufletele celor dezvinovățiți după Judecata de Apoi. Transfigurare, măreție și cale cerească, acestea sunt valorile simbolistice ale veșmintelor albe ale Papei; Pythagoras însuși le-a recomandat celor ce căutau imnuri sacre, să poarte veșminte albe. 
Animalele sacrificate de culoare albă erau destinate locuitorilor cerului, așa cum cele negre erau destinate lumii subpământene. Sfântul Duh este reprezentat ca un porumbel alb. Culoarea albă însă, din punct de vedere simbolistic, are și conotații negative, în primul rând din cauza ”îngălbenirii prin moarte”. În vise „calul alb este deseori asociat cu sentimentul de presimțire a morții. «Călărețul pe calul bălan» apare  acolo unde se poate produce fatalul” (Aeppli). 
Fantomele sunt considerate în multe culturi niște siluete albe, oarecum ca niște umbre. –În simbolistica tradițională a Chinei, albul este culoarea bătrâneții, a toamnei, a vestului și a nenorocirii, însă și a virginității și a purității („lotusul alb” este numele unei societăți secrete care era adepta moravurilor pure). În general în China albul este considerat culoarea de doliu, cu toate că este vorba de fapt de „nonculoarea” veșmintelor de doliu necolorate.- În alchimie decolorarea sau albirea (albedo) aste semnul că după înnegrire (nigredo) materia primară se află pe drumul spre piatra filosofală.